# Ка-Тсу
Специальная машина лодочного запуска Тип 4 (яп. 特四式内火艇), «Ка-Тсу», Ка-цу (яп. カツ) — японский полубронированный плавающий бронетранспортёр периода Второй мировой войны. По сути, представлял собой амфибийную десантную баржу, подобную ранним моделям американских LVT, бронирована была только рубка «Ка-Тсу». Был создан для перевозки подводными лодками и предназначался для проведения десантных операций или же скрытной атаки надводных кораблей при помощи торпед, которые могли подвешиваться по бортам машины. Производство было налажено военно-морским арсеналом Куре. В 1943—1945 годах было выпущено 49 бронетранспортёров этого типа, однако в бою они не применялись.